# José Rafael Gómez
José Rafael Gómez (Curuzú Cuatiá, 24 de octubre de 1853 - Corrientes, 8 de febrero de 1917) fue un médico y político argentino, que ejerció como gobernador de la provincia de Corrientes a principios del siglo XX.

## Biografía
Era hijo de José Vicente Gómez, muerto en combate en la batalla de Tabaco, en 1872. Estudió en la Universidad de Buenos Aires, donde se recibió de médico; fue el primer médico nacido en Curuzú Cuatiá.
Regresó a su pueblo en 1879 y fue el primer director del hospital de la ciudad. Fundó el Club Social de Curuzú Cuatiá y presidió el Club del Progreso en Corrientes. Fue intendente de Curuzú Cuatiá durante varios períodos.
En 1894 fue elegido diputado nacional. Tres años más tarde fue Ministro de Gobierno del gobernador Juan Esteban Martínez. Fue elegido gobernador en el año 1901 por el Partido Liberal, acompañado como vicegobernador por Pedro R. Fernández; asumió el día de Navidad de ese año.
Durante su gestión se construyeron los edificios que actualmente ocupan la Legislatura de la Provincia, el Palacio de Justicia y la Jefatura de Policía. En 1905 terminó su mandato, sucediéndolo el jefe del Partido Liberal, Juan E. Martínez.
Fue nuevamente diputado nacional. En 1909 acompañó como vicegobernador al nuevo jefe del liberalismo, Juan Ramón Vidal, Sucesivos conflictos con el gobernador lo llevaron a presentar su renuncia en 1911. Por tercera vez fue elegido diputado nacional.
Falleció en febrero de 1917 en la capital provincial.
El pueblo de Garabí lleva oficialmente el nombre de José Rafael Gómez.